# عقد رقبية
العقد الرقبية أو العقد الودية الرقبية  (بالإنجليزية:  Cervical ganglia)‏ هي مجموعة مكونة من ثلاث عقد عصبية ودية تتصل فيما بينها بحبل عصبي، وتتوضع أمام الصفاق الرقبي العميق (deep cervical fascia) الذي يفصلها عن الفقرات الرقبية العميقة وعن العمود الفقري، تسترها وريقة خلوية تفصلها عن الحزمة العرقية العصبية الرقبية. توجد مجموعة في كل جانب من الرقبة. وتعد هذه العقد جزء من الجهاز العصبي الودي.

## أسماء العقد ووصفها التشريحي
1. العقدة الرقبية العليا:

وتسمى العقدة المغزلية وهي الأكبر من العقد الثلاث وتتوضع أمام الناتئ المستعرض للفقرتين الرقبيتين الثانية والثالثة خلف المسافة الفكية البلعومية. يحدها من الأمام الشريان السباتي الباطن أو الغائر، وترتبط مع العقدة الرقبية الوسطى بحبل عصبي من أسفلها. تعطي هذه العقدة العديد من الشعب: 
- الشعب العرقية:

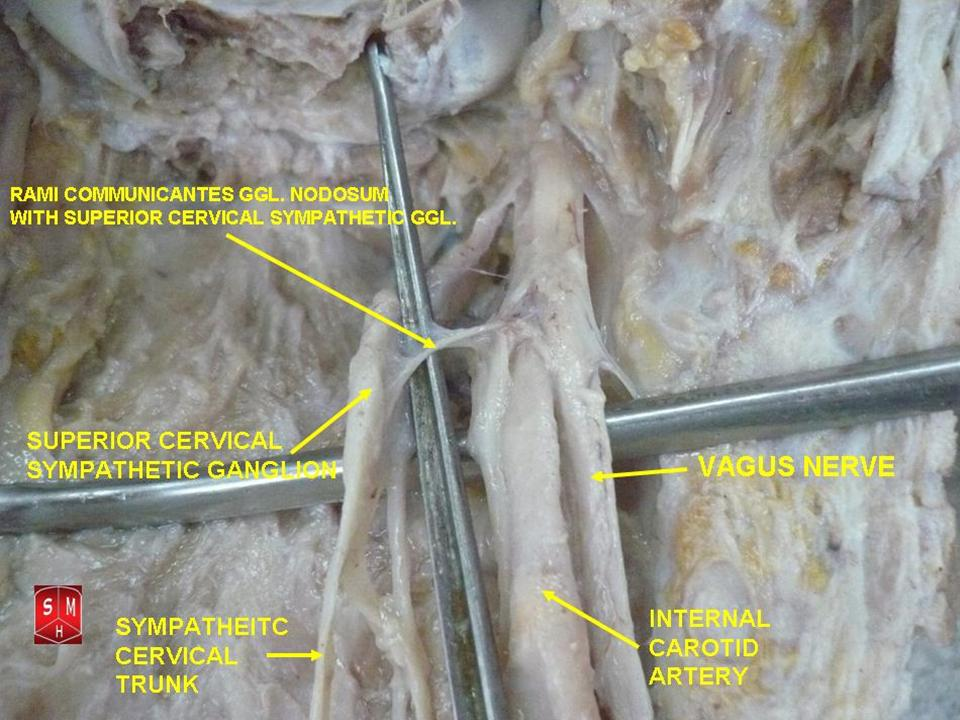
العقدة الرقبية العليا وعلاقتها بالأنسجة المحيطة

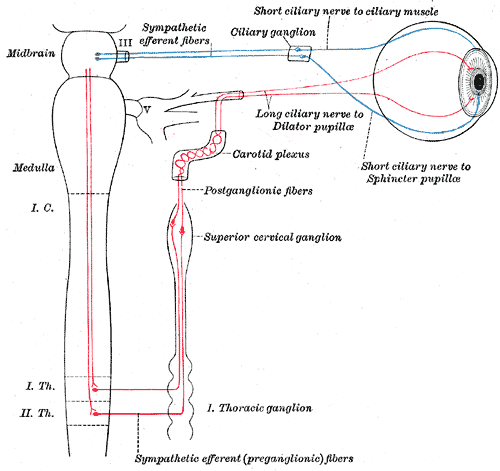
العقدة الرقبية العليا وكيفية اعطائها للضفيرة السباتية التي تسير مع السباتي الباطن إلى الرأس

تنزل إلى الشريان السباتي الباطن حيث تكون ضفيرة سباتية تسير مع السباتي الباطن وتعباته وتنتهي فيها، حيث أنها تزود الرأس بالألياف العصبية الودية.
- الشعب البلعومية:

تتفاغر ازاء جدار البلعوم الجانبي مع شعب العصبين البلعومي اللساني والرئوي المعدي مكونة ضفيرة بلعومية تتوزع في البلعوم.
- الشعب الحنجرية المريئية:

تتفاغر مع الشعب الحنجرية الآتية من الرئوي المعدي مكونة في أنسي السباتي الظاهر ضفيرة هاللر الحنجرية وترسل شعباً تعصب الحنجرة والغدة الدرقية والمريء.
- العصب القلبي الرئوي:

فينزل ضمن الصفاق الرقبي العميق في أنسي العقد الودية وخلف العصب الرئوي المعدي، ويدخل الصدر خلف الشريات تحت الترقوة، وينتهي ازاء قوس الوتين في الضفيرة القلبية الأمامية.
1. العقدة الرقبية الوسطى:

هي عقدة صغير وقد لا توجد حيث أنه في هذه الحالة تكون ملتحمة مع العقدة العليا، عادة تكون بمحاذاة الفقرة الرقبية السادسة. ترتبط بالعقدة الرقبية السفلى باثنين (حبل أمامي وخلفي) أو أكثر من الحبال العصبية، حيث أن الحبل الأمامي يسير إلى الأسفل مشكلاً العروة تحت الترقوة (subclavian loop or ansa subclavia) حيث تمر هذه العروة تحت شريان تحت الترقوة بالجهة الأنسية للشريان الصدري غائر، وأما الحبل الخلفي فيتشعب ويشكل ضفيرة عصبية حول الشريان الفقري.
تعطي هذه العقدة العصب القلبي المتوسط الذي ينتهي بالضفيرة القلبية الخلفية. وتعطي أيضاً شعباً عصبية للغدة الدرقية تسير مع الشريان الدرقي السفلي.
1. العقدة الرقبية السفلى أو النجمية:

تستقر فوق قبة غشاء الجنب في وحشي رباط غشاء الجنب الفقري وفي أنسي رباط غشاء الجنب الضلعي أمام النهاية الخلفية من الضلع الأولى. يمر فيها الشريان الفقري، وترتبط بالعقد الودية الصدرية بحبل ينقسم إلى شعبتين تحيطان بالشريان الدرقي السفلي مكونتين عروة عصبية. وتتصل بواسطة شعب دقيقة مع الأعصاب (الحاجزي، والقلبي المتوسط، والظهري الأول) ومع الأعصاب الرقبية (الرابع والخامس والسادس والسابع والثامن).
تقع هذه العقدة ما بين الناتئ المستعرض للفقرة الرقبية السابعة وعنق الضلع الأول.
تعطي شعبة باسم العصب القلبي السفلي تنزل فتدخل في تكوين الضفيرة القلبية. وتعطي شعباً تذهب إلى العنق وإلى الفقرة الظهرية الأولى. وتعطي شعباً عرقية هامة تسير مع الشريان تحت الترقوة ومع شعبه فتتوزع فيها، وتكون إحدى هذه الشعب جسيمة تدعى بالعصب الفقري تصعد خلف الشريان الفقري وتتفرع إلى شعب كثيرة بعضها يتفاغر مع الأعصاب الرقبية (الرابع والخامس والسادس)، والبعض الآخر يكون ضفيرة تحيط بالشريان الفقري وتدخل معه إلى القحف فتحيط بالجذع القاعدي وتنتهي فيه.

## الأهمية السريرية
متلازمة هورنر أي مرض أو تلف يصيب الجذع الودي الصاعد أو العقد الرقبية وخاصة العليا يؤدي إلى متلازمة هورنر، حيث يعاني المريض من صغر الحدقة الدائم (تقبض الحدقة)، وتدلي الجفن العلوي (الانسدال)، والتعرق القليل أو عدم التعرق، وخوص أو غؤور العين.
- الأسباب:
  - أمراض مكتسبة عصبية كالأورام الدماغية أو الأورام العصبية أو الجلطات الدماغية أو تكهف النخاع. أو أمراض مكتسبة غير عصبية كأورام الرئة أو أورام بالأنسجة المحيطة أو لتلف مباشر خلال العمليات الجراحية بتلك المنطقة.
  - مرض خلقي حيث يكون مصاحباً في العادة لعيب خلقي في الشريان الأبهري ووجود شعر مفرود على الجانب المصاب مع تغاير لون القزحيتين.

خلل الوظائف المستقلة الوراثي (familial dysautonomia)
وهو مرض وراثي صبغي جسمي متنحي، حيث يصيب الجهاز العصبي الذاتي مما يؤدي إلى خلل كبير في الوظائف الجسدية. العقد الرقبية تكون مصابة وخاصة العليا حيث يكون حجمها في هذه الحالة ثلث الحجم الطبيعي.